# Miasto złudzeń
Miasto złudzeń (tyt. oryg. City of Illusions) – powieść science fiction z elementami fantasy amerykańskiej pisarki Ursuli K. Le Guin. Powieść, wchodząca w skład cyklu Ekumeny, została opublikowana w 1967 przez wydawnictwo Ace Books. Polską edycję wydał Amber w 1991 w tłumaczeniu Jacka Kozerskiego.

## Fabuła
Liga Wszystkich Światów nie istnieje, zniszczona przez najeźdźców Shinga, a planety dawniej w niej zjednoczone wracają do okresu barbarzyństwa.
Falk, człowiek bez pamięci, znaleziony przez mieszkańców małej ziemskiej osady, po kilku latach wyrusza do miasta Es Toch, by poznać swoją przeszłość. Tam musi zmierzyć się z mylnymi informacjami na swój temat. Mieszkańcy miasta tłumaczą mu, iż jest cudem ocalonym rozbitkiem ze statku kosmicznego z dalekiej planety Werel, który stracił pamięć. Aby ją odzyskać, musi przejść ryzykowną operację, po której odzyska pamięć sprzed wypadku, straci jednak pamięć o wydarzeniach, które teraz pamięta. Jednocześnie fałszują przed nim obraz siebie i swojego świata – są Shinga, ale nazywają się prawdziwymi Ziemianami, dowodzą też, że nigdy nie było żadnej wojny, a Liga Światów rozpadła się sama. Zachęcają go do poddania się operacji, gdyż chcą wydobyć od niego położenie zagrażającej im planety Werel, gdzie ludzkość odzyskuje potęgę.
Operacja się udaje, bohater odzyskuje swą dawną osobowość – staje się z powrotem Ramarrenem. Udaje mu się jednak przywrócić w swym umyśle osobowość i wspomnienia Falka, dzięki czemu wie, że mieszkańcy miasta chcą zagłady jego ojczystej planety. Szkolenie mentalne, które przeszedł, pozwala mu uchronić przed Shinga pożądane dane o położeniu swojego świata. Co więcej, udaje mu się opanować umysł jednego z wrogów, porwać statek kosmiczny i uciec na macierzystą planetę.
Miasto złudzeń tworzy trylogię z powieściami: Świat Rocannona i Planeta wygnania.